# Zachte hersenvlies
Het zachte hersenvlies of pia mater is het hersenvlies dat direct over de structuren van het centrale zenuwstelsel ligt en deze strak volgt. Over alle windingen en spleten, groot en klein, bevindt zich dit vlies. Het is een dun vlies dat de verschillende hersenstructuren bijeenhoudt. Aan de niet-hersenkant van het zachte hersenvlies bevindt zich de subarachnoïdale ruimte.